# Sakhlanbad
Sakhlanbad (azerbajdzjanska: Səhlaabad, armeniska: Սահլաաբադ, azerbajdzjanska: Səhləbad, armeniska: Sahlabad, Սահլաբադ) är en ort i Azerbajdzjan.   Den ligger i distriktet Tərtər Rayonu, i den centrala delen av landet, 250 km väster om huvudstaden Baku. Sakhlanbad ligger 233 meter över havet och antalet invånare är 2 074.
Terrängen runt Sakhlanbad är lite kuperad, och sluttar brant österut. Närmaste större samhälle är Terter, 2,0 km nordväst om Sakhlanbad.
Trakten runt Sakhlanbad består till största delen av jordbruksmark. Runt Sakhlanbad är det ganska glesbefolkat, med 43 invånare per kvadratkilometer.